# Lana Mayor
El río Lana Mayor es un río aragonés de la provincia de Huesca, también conocido como "Arguilero". Discurre por el pirenaico Valle de Tena entre las localidades de piedrafita y tramacastilla, constituyendo el segundo afluente del río Gállego por la derecha.
Nace en la Sierra de la Partacua, bajando hacia el valle a través de un congosto rodeado de bosques conocido como Barranco de Gorgol. La desembocadura se produce en las inmediaciones del poblado de Saqués, uniéndose al Gállego en el Embalse de Búbal.
- Datos: Q16589242